# Серак

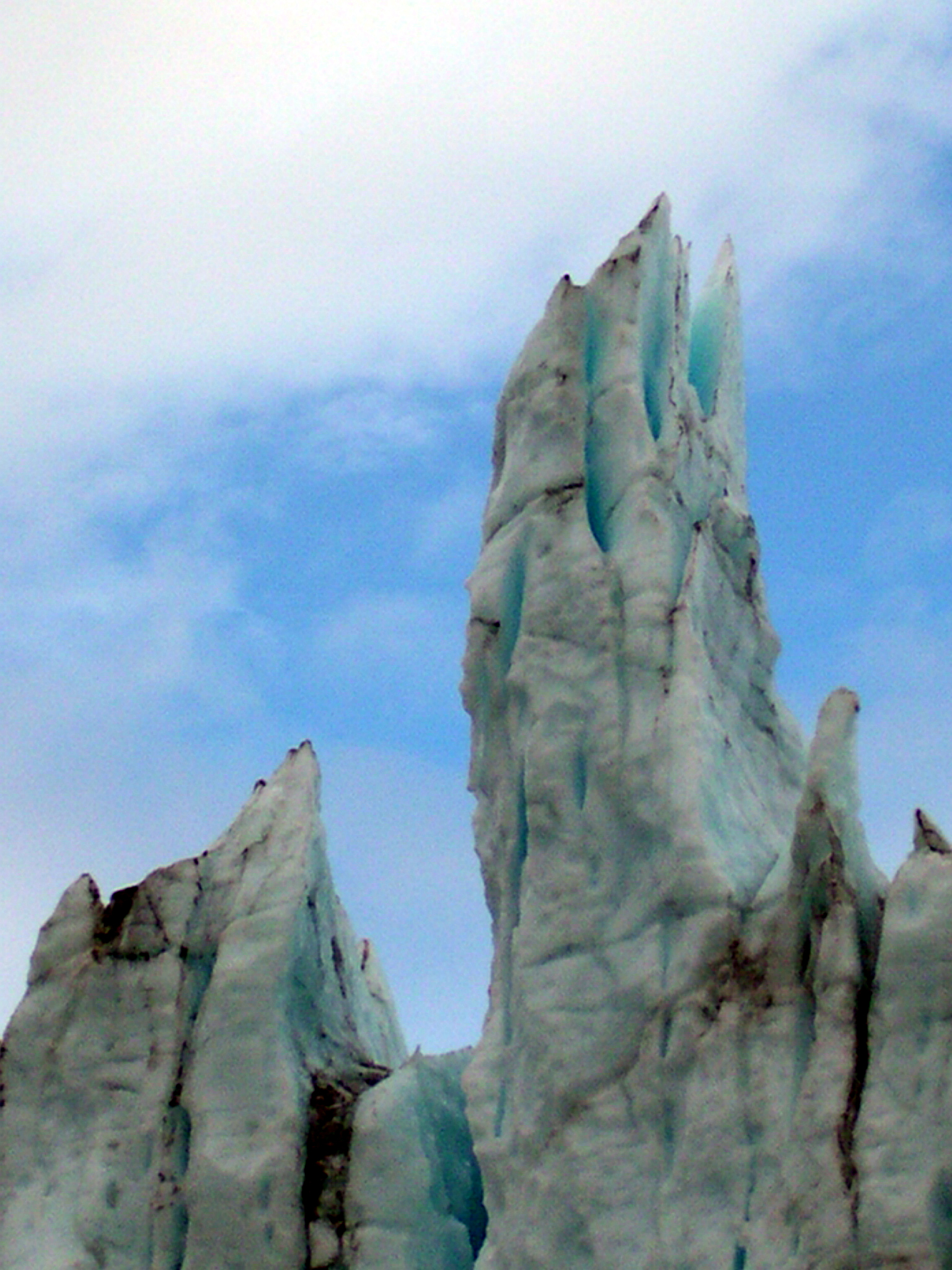
Серакі.

Серакі (рос. серакки, англ. seracs, ice pinnacles on the glacier; нім. Eispfeiler m ) – вертикальні льодові утворення.

## Опис
Серакі являють собою стовпи, зуби, скелі, піки, які часто утворюються на передньому фронті льодовика, особливо при перетині ним уступу в ложі. Висота сераків – від декількох метрів до сотень метрів. Серакі постійно тануть, обвалюються, утворюють льодопади. Від лат. Serum - сировотка, водяниста рідина.

## Галерея

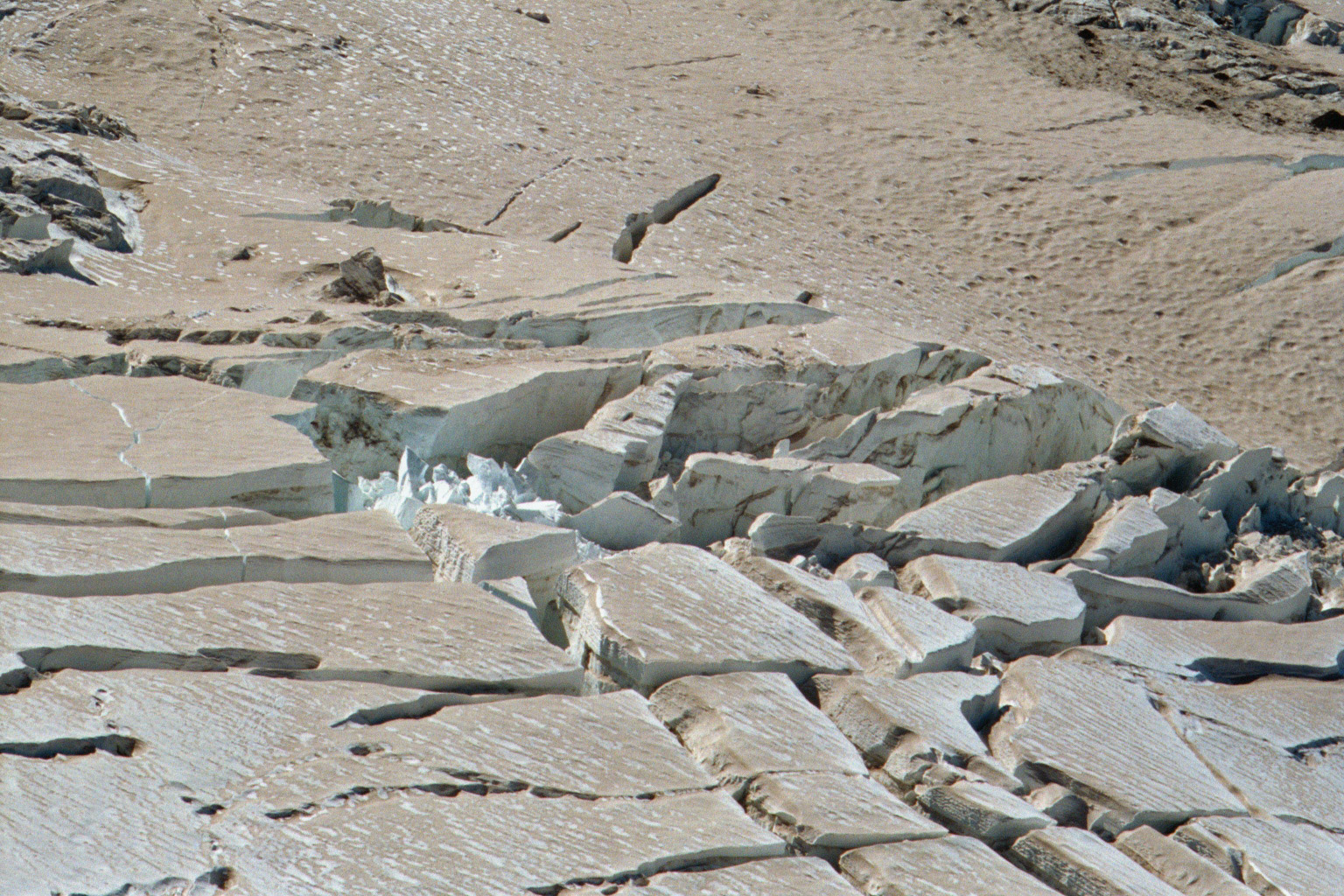
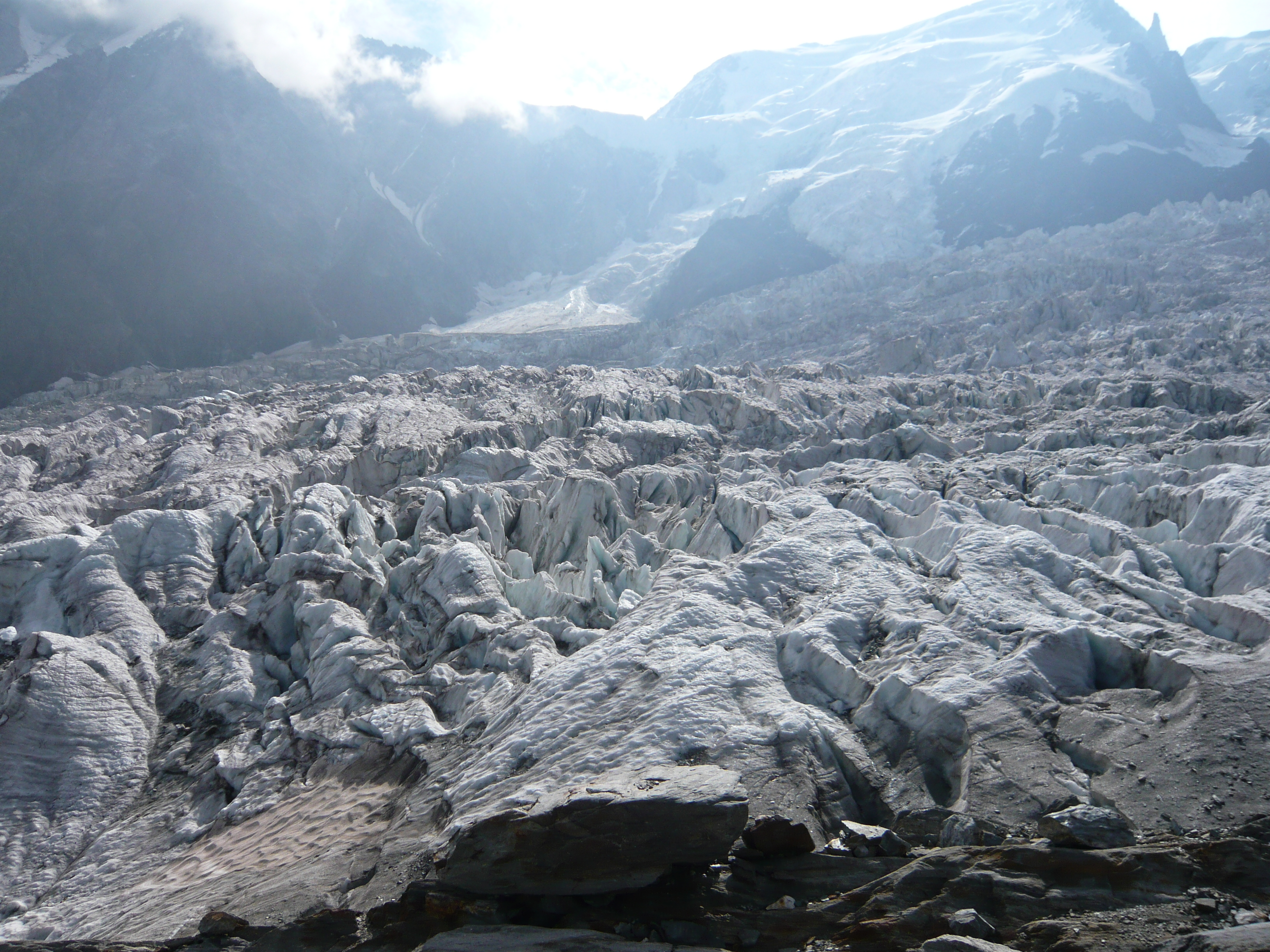
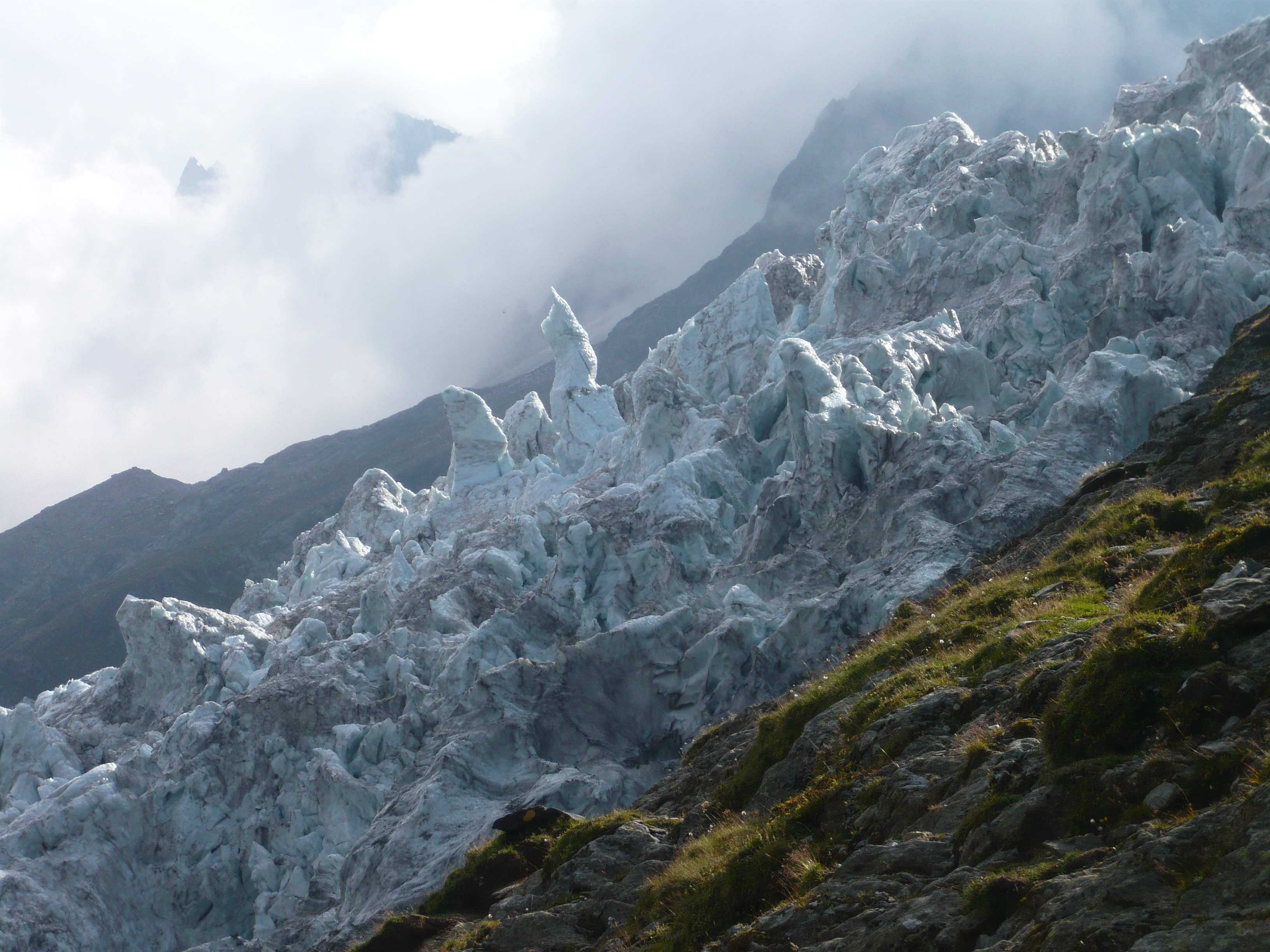
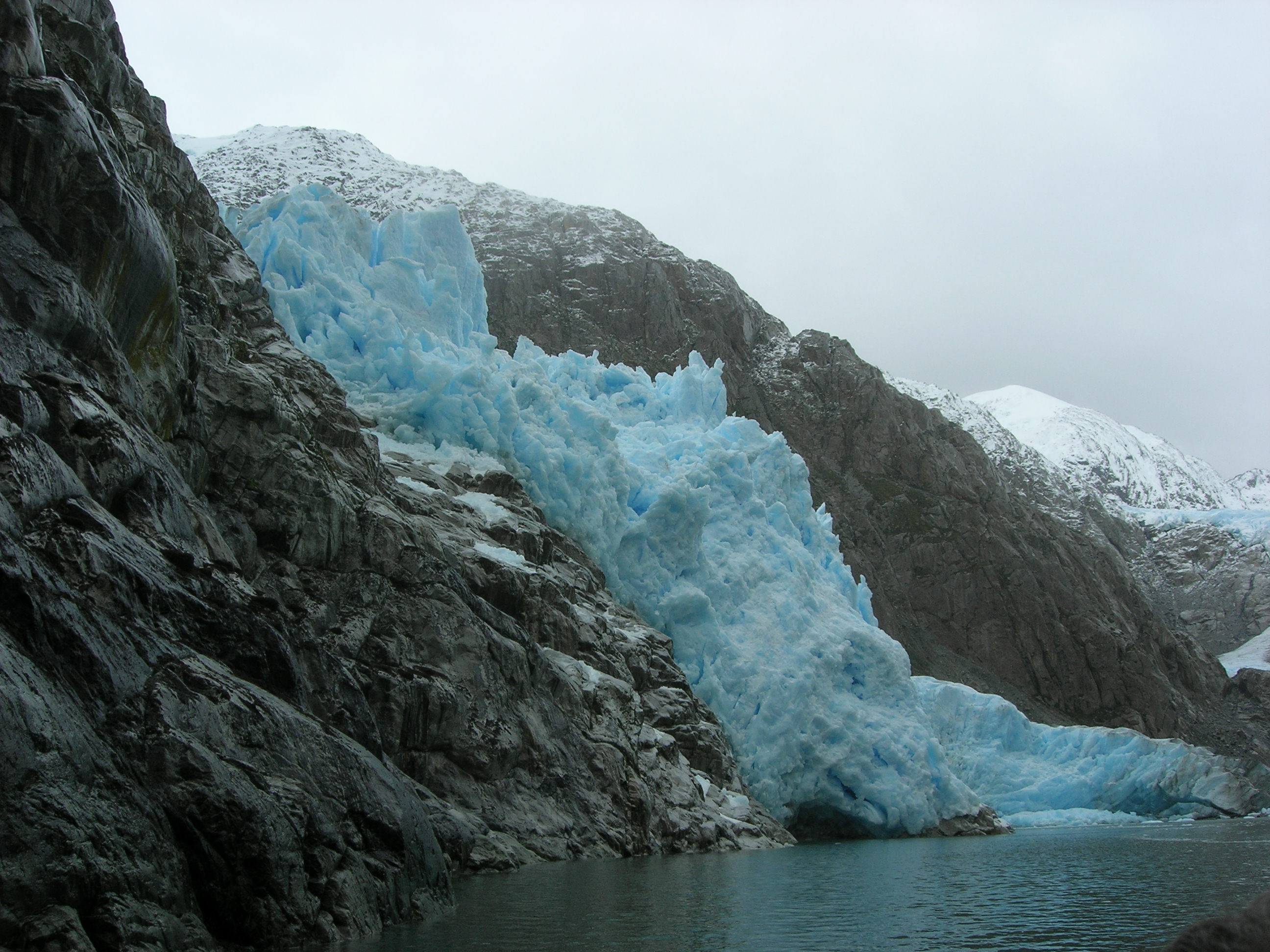